# فرودگاه فارکوار
فرودگاه فارکوار (به انگلیسی: Farquhar Airport) یک فرودگاه خصوصی است که یک باند فرود بتن و چمن دارد و طول باند آن ۱۱۷۹ متر است. این فرودگاه در کشور سیشل قرار دارد و در ارتفاع ۳ متری از سطح دریا واقع شده است.